# Hoa hồng Véc-Xây
Versailles no Bara hay Hoa hồng Véc-Xây (ベルサイユのばら) là một manga tác phẩm đầu tay của nữ họa sĩ Ikeda Riyoko, và cũng là tác phẩm nổi tiếng nhất của bà.

## Bối cảnh

Công chúa Maria Antonia của Áo

Câu chuyện được xây dựng dựa trên bối cảnh lịch sử nước Pháp giữa thế kỉ 18. Cuối thế kỉ 18 có ba con người được số phận xếp đặt để gặp nhau ở Lâu đài Versailles - trung tâm của toàn châu lục. Maria Antonia của Áo là cô con gái út của Nữ hoàng Maria Theresia của Áo. Vì quốc gia, cô phải lên xe hoa khi tuổi đời còn rất trẻ - 14 tuổi. 
Ở Pháp cô gặp Oscar François Jarjayes, một cô gái bất hạnh bị buộc phải sống trong bộ quân phục, xuất hiện trong cung Versailles với tư cách một sĩ quan cận vệ. Năm 18 tuổi, trong buổi dạ vũ Antoinette gặp Hans Axel von Fersen, nhà quý tộc Thụy Điển đẹp trai, tài giỏi, là tâm điểm cho biết bao quý cô trong Versailles. Tình yêu của họ chính thức bắt đầu từ đấy, những chuỗi ngày lén lút... Cái chết của Louis XV đẩy nước Pháp vào trước cửa tử, đặc biệt là sự lên ngôi của Louis XVI và hoàng hậu Marie Antoinette.

## Các nhân vật trong truyện
Họ là những con người không lành lặn về tâm hồn. Khoác mình trong những bộ trang phục cầu kì nhưng tâm hồn họ rất trống trải. Họ cần tình yêu và, vì nó, họ sẵn sàng vứt bỏ tất cả.

### Oscar François de Jarjeyes
Nữ tư lệnh cảnh vệ hoàng gia Versailles. Về sau do có ác cảm về thân phận quý tộc, cô đã công tác tại Đội Vệ binh B thuộc Đội Vệ binh Pháp. 
Sinh ra là con gái út của gia đình Jarjeyes, cô mang trách nhiệm kế nghiệp cha mình. Thế là cô lớn lên như một đứa bé trai. Oscar đã tự đấu tranh với chính mình trước mọi sự dữ ập đến với cô. Ban đầu, cô thầm yêu Fersen nhưng không được anh hồi đáp, bất chấp cả việc cô biết Andre - người bạn thuở ấu thơ cũng đã yêu cô sâu nặng. Qua bao nhiêu biến cố xảy đến, Oscar nhận ra rằng người mình thực sự yêu chính là Andre, và cô cũng đã đem lòng yêu anh rất nhiều. Sau đó, cô đã quyết định tỏ tình với anh và đã thành công. Trước cuộc cách mạng, 2 người thành vợ chồng bất chấp định kiến xã hội & khác biệt giai cấp. Cô chết vì lợi ích của nhân dân, được tôn vinh như một anh hùng và ở cạnh André. Cô bằng tuổi với Marie Antoinette.

### André Grandier
Người bạn thuở ấu thơ của Oscar, André yêu Oscar âm thầm và luôn thể hiện tình yêu đó qua cách anh bảo vệ và ở bên cô mọi lúc, thậm chí hi sinh đi rất nhiều thứ để bảo vệ cho cô. Anh yêu cô bằng cả một tình yêu đẹp đẽ, thanh khiết & mặn mà. Cuối cùng Oscar cũng nhận ra được tình cảm của anh. Sau khi chính cô tỏ tình với anh, hai người đã trở thành một đôi. Hai người trở thành vợ chồng không cheo cưới trước khi anh bị bắn chết trong buổi hành quân tại quảng trường. Anh lúc đầu bị chột một mắt khi cố bảo vệ Oscar nhưng sau đó thì mù cả hai mắt, và anh đã giấu kín việc đó cho đến khi Oscar phát hiện ra khi anh lìa đời.

### Marie Antoinette
Vương hậu Marie Antoinette nguyên là hoàng nữ nước Áo. Do làm dâu rất sớm, nàng không được mẹ dạy dỗ chu đáo nên Marie Antoinette luôn bị cuốn vào những cuộc vui chơi mà quên đi thần dân của mình. Marie Antoinette yêu Hans Axel von Fersen, họ chỉ hạnh phúc với nhau trong thời gian ngắn trước khi Marie Antoinette bị đem ra tử hình trước nhân dân nước Pháp. Nàng sống rất xa hoa trong khi thần dân của nàng phải cực khổ kiếm sống nên họ đã rất ghét nàng.

### Hans Axel von Fersen
Nhà quý tộc Thụy Điển. Trong một lần du ngoạn đến Pháp, chàng gặp Marie Antoinette và đem lòng yêu, mặc dù biết Marie Antoinette là thái tử phi của hoàng gia Versailles. Hai người đã thường xuyên lén lút hẹn hò với nhau bất chấp những lời đồn đoán của người dân và trong nội bộ triều đình. Anh cũng đã lập kế giúp Marie Antoinette trốn thoát cùng hoàng gia nhưng không thành. Sau biến cố Marie Antoinette chết, chàng trở về Thụy Điển, sống một cuộc đời cay độc cho đến khi bị chính dân Thụy Điển đánh đập đến chết tại Stockholm.

### Alain de Soisson
Binh sĩ trong vệ binh Versailles. Dù ngoài mặt tỏ vẻ không phục Oscar nhưng thật sự thì anh rất thích Oscar. Nhờ Oscar, anh thoát ra khỏi ám ảnh từ cái chết của người em gái Diane. Sau khi Cách mạng thành công, anh cùng nhà báo Bernard Chatêlet ám sát Hoàng đế Napoleon Bonaparte nhưng không thành và bị nã súng, qua đời.

### Rosalie Lamolière
Cô bé quý tộc bị mẹ ruột là phu nhân de Polignac bỏ rơi & lãng quên nên cô sống dưới thân phận một người nghèo hèn với người mẹ nuôi yêu quý của mình. Cô là con gái của nữ bá tước de Polignac. Cô được Oscar giúp đỡ trong một lần nghĩ quẩn, suýt tự bán thân mình, từ đó cô yêu Oscar. Rosalie dù có gốc gác là quý tộc nhưng không bao giờ cô muốn mình trở lại danh hiệu đó. Sau đó, cô gặp và làm quen với Bernard sau khi anh ta bị thương. Từ đó, họ đã phải lòng & yêu nhau. Qua đó, Rosalie & Bernard Chatêlet quyết định tiến tới hôn nhân. Họ đã có một cuộc sống rất hạnh phúc với nhau, và Rosalie đã sinh cho anh một đứa con trai là Francois Chatêlet. Tuy nhiên, sau vụ ám sát Napoleon bất thành của Bernard dẫn đến cái chết của anh, Rosalie đã vô cùng đau buồn.

### Bernard Châtelet
Nhà báo Bernard là người căm ghét bọn quý tộc hão. Anh đã cải trang một tên trộm để chuyên đi ăn cắp của cải của các quý tộc, nhưng đã bị Oscar bắt giữ. Tại nhà Oscar, anh gặp và yêu Rosalie. Sau đó anh cùng Rosalie lên Paris. Tại đây, anh vẫn tiếp tục lan truyền chủ nghĩa cộng hòa để nhân dân khởi nghĩa, lật đổ chế độ phong kiến đang dần mục nát của hoàng gia Versailles. Không lâu sau đó, anh có với cô một đứa con là Francois trước khi lên đường ám sát Napoleon. Vụ ám sát bất thành khiến anh tử nạn.

### Vua Louis XVI
Louis XVI của Pháp là một vị vua nhu nhược và hiền lành. Do tính tình điềm đạm như vậy nên Louis XVI thường bỏ qua những sai lỗi của vương hậu Marie Antoinette và cắt chức những người cận thần trung tín bên cạnh mình do lời xúi vại của bọn quan quân.

### Jeanne de Valois, nữ bá tước la Motte
Jeanne là một cô gái nhà nghèo nhưng đầy tham vọng, do tham muốn sự giàu sang, cô đã quay lưng với mẹ, em gái mình và không từ bất cứ thủ đoạn nào để có cái danh hiệu tử tước. Cô cũng là người gián tiếp hại hoàng hậu Antoinette bị nhân dân ghét bỏ trong vụ án chuỗi ngọc, tuy vậy cuối cùng cô cũng đã gặp vạ và sau đó bị bắt giam, song nó không còn thay đổi được sự căm ghét của dân chúng với Marie Antoinette.

### Marie-Jeanne Bécu, nữ bá tước du Barry
Bá tước phu nhân du Barry là một con người đầy quyền lực, do bà là tình nhân của Louis XV. Nhưng thực sự thì bà xuất thân từ tầng lớp hạ đẳng, chuyên đi phục vụ tại các quán rượu. Do gạ gẫm Bá tước du Barry nên bà mới ngồi vào vị trí quyền thế. Sau này, bà bị trục xuất khỏi Versailles cũng do chính tình nhân Louis XV trăng trối trước khi qua đời.

### Bá tước de Mercy
Bá tước de Mercy là người Áo, được cử đến Pháp qua mệnh lệnh của nữ hoàng Maria Theresa - mẹ của Marie Antoinette để giúp đỡ Marie trong cương vị hoàng hậu nước Pháp. Bá tước Mercy rất tận tâm cho công việc giúp Marie nhiều điều trong cuộc sống nhưng quá nhiều cận thần xấu xa bên cạnh hoàng hậu nên de Mercy dường như bị lu mờ.

### Yolande Martine Gabrielle de Polastron, nữ bá tước de Polignac
Trước đây, khi mới gặp mặt hoàng hậu Marie Antoinette, phu nhân de Polignac tỏ ra là một con người nhân hậu, thu hút người khác bởi vẻ hiền lành, vị tha. Nhưng từ sau khi lôi kéo hoàng hậu vào những cuộc vui vô bổ, bà ta mới lộ rõ bộ mặt là một con người đầy tham vọng, bà ta chỉ lợi dụng hoàng hậu. Sau này, khi hoàng gia Versailles đi vào lối mòn, phu nhân de Polignac đã chạy trốn và bỏ hoàng hậu lại, không một lần giúp đỡ. Phu nhân de Polignac cũng là người có ác cảm với Oscar, bà ta không ít lần hãm hại Oscar bằng cách gián tiếp.

### Charlotte de Polignac
Con gái của phu nhân de Polignac, cô cũng giống tính mẹ mình ở chỗ hay bắt bẻ người khác nhưng cô nhân hậu hơn. Charlotte yêu Oscar, cô đã hết lời nói mẹ mình đừng ám hại Oscar và hoãn việc cưới xin ở tuổi 11 của cô, nhưng phu nhân de Polignac không nghe. Do vậy, cô đã tự vẫn vì quá đau khổ.

### François Augustin Regnier de Jarjayes
Tướng quân de Jarjayes, cha của Oscar. Ông là một người trung thành phục vụ hoàng gia Versailles, ông không cho phép Oscar có bất cứ hành động nào phản quốc dù đó là hành động đúng. Ông cũng thật sự muốn André cưới con gái mình.

### Georgette de Jarjayes
Mẹ Oscar, bà là một người phụ nữ hiền lành và luôn là chỗ dựa cho Oscar khi cô thực sự tuyệt vọng trong cuộc sống. Trước đây Georgette từng là con gái của một gia đình quý tộc nghèo làm hoạ sĩ, sau đó bà kết hôn với Augustin de Jarjayes. Bà từng là quản hầu gái cho hoàng hậu Antoinette.

### Marron-Glacè
Vú nuôi nhà de Jarjayes, bà chăm sóc đôi Oscar-André từ bé và yêu thương họ hết mình. Sau khi Oscar và André cùng tử trận tại cuộc phá ngục Bastille, bà lâm bệnh và qua đời.

### Victor Clement Girodelle
Phó tư lệnh cảnh vệ hoàng gia Versailles, anh yêu Oscar và xin hỏi cưới cô nhưng không thành. Vì tình yêu sâu nặng đó, anh đành rút lui để Oscar được hạnh phúc thật sự bên người cô yêu - André. Về sau, Girodelle đến Thuỵ Điển và gặp tiểu thư Sophie von Fersen, em gái của Hans Axel von Fersen. Tại đó, Girodelle và Sophie đã yêu nhau nhưng vì những lí do gia đình, họ không thể tiến tới hôn nhân. Sau đó, Girodelle bị ép kết hôn với một tiểu thư khác.

### Maria Theresia
Bà là Nữ hoàng Áo vào thế kỉ XVIII. Bà là mẹ của Marie Antoinette. Là một vị nữ hoàng tài giỏi nhưng hết lòng vì 2 đứa con của bà: Joseph II và Marie Antoinette, bà rất lo lắng khi Marie phải kết hôn sớm với thái tử Pháp lúc đó là Louis XVI. Sau này, bà đã không được gặp con gái, khiến cho Joseph, anh trai vương hậu Pháp và là Hoàng đế Áo, đã phải lo lắng cho bệnh của bà. Bà mất sau một cơn đột quỵ vì đau tim ở tuổi 63.

### Louis XV
Ông là vị vua Pháp vào thế kỉ XVIII, và là ông nội của Louis XVI. Dưới triều ông, quân đội Pháp đã chiến thắng trong chiến tranh Kế vị Áo, song sau đó đại bại trong chiến tranh Bảy năm. Ông có một người tình là nữ bá tước duBarry, và cô ta đã lợi dụng Louis XV để mang vạ vào thân. Tuy vậy, khi trăng trối lần cuối do mắc bệnh đậu mùa, ông đã hạ lệnh cách chức du Barry và tống giam bà ta vào nhà thờ sám hối suốt đời.

### Sophie von Fersen
Sophie von Fersen là em gái của bá tước Hans Axel von Fersen. Cô thường xuyên đưa thư cho anh từ Thuỵ Điển. Sophie rất lo sợ việc anh trai mình dấn thân vào mối tình ngang trái với Marie Antoinette nhưng không thể ngăn cản. Cô và bá tước Victor Clement Girodelle đã yêu nhau. Tuy vậy, cả hai người không thể đến với nhau. Sau khi có một cuộc hôn nhân sắp đặt, Sophie có tên là Sophie Piper

## Đánh giá

### Truyện Nhật
- Tên gốc: Berusaiyu no Bara
- Số tập: 10 tập
- Phát hành: Nhà xuất bản Shuei Sha